# Ленинджер, Альберт Лестер
Альберт Лестер Ленинджер (англ. Albert Lester Lehninger; 1917—1986) — американский биохимик, один из основоположников биоэнергетики, автор классического пособия «Основы биохимии» (англ. Principles of Biochemistry), переведенного на многие языки и выдерживавшего неоднократные переиздания.

## Биография

### Ранние годы
Альберт Ленинджер родился 17 февраля 1917 года в Бриджпорте, штат Коннектикут. В 1935 году Ленинджер поступил в Уэслианский университет для изучения английской словесности. Однако вскоре, после знакомства с работами Отто Варбурга и Ханса Кребса его интересы сместились в сторону химии. Ленинджер приступил к изучению медицины и биохимии в Висконсинском университете, где в 1942 году он получил степень доктора философии на кафедре Физиологической химии (биохимии). Диссертационная работа Ленинджера была посвящена метаболизму ацетоацетата и окислению жирных кислот.

### Научная карьера
В 40-е годы XX века появляются первые работы по окислительному фосфорилированию, которые привлекают интерес Ленинджера, и он специализируется в области механизмов преобразования и запасания энергии клеткой. В 1945 году Ленинджер получает сразу две ставки в Чикагском университете ассистент-профессор биохимии и ассистент-профессор хирургии. Здесь он общается с Чарлзом Хаггинсом, который высоко оценивает его способности и способствует карьерному росту Ленинджера. В течение следующих лет, Ленинджер совместно со своими студентами, делает принципиальные открытия в области биоэнергетики. В 1948 году Ленинджер и Юджин Кеннеди (англ. Eugene P. Kennedy) показали, что митохондрии могут обеспечить полное окисление жирных кислот до углекислого газа и воды, то есть данные органеллы содержат ферментативные системы обеспечивающие протекание β-окисления жирных кислот, цикла трикарбоновых кислот и электрон-транспортную цепь (ЭТЦ) дыхания. В 1949 году Ленинджер и Моррис Фридкин (англ. Morris Friedkin) обнаружили, что перенос электронов от НАДH на кислород в ЭТЦ дыхания является источником энергии для синтеза АТФ (окислительного фосфорилирования). Эти работы Ленинджера привлекают внимание научного сообщества и 1952 году он получает финансирование из фонда ДеЛамара и должность заведующего кафедрой биохимии в университете Джонса Хопкинса, которую занимает до 1978 года. В течение следующих лет Ленинджер продолжает работу по изучению окислительного фосфорилирования. Позже он показал невозможность прямого импорта НАДH через интактные мембраны митохондрий. Таким образом получив первые свидетельства, существование других механизмов транспорта восстановительных эквивалентов, образовавшихся в цитозоле в ходе гликолиза, в матрикс митохондрий (см. малат-аспартатная и глицерофосфатная челночные системы). Также Ленинджер показывает поглощение ионов Ca2+ и K+, при дыхании митохондрий и проводит исследование стехиометрии поглощенных митохондриями ионов Ca2+ и числа электронов транспортированных от субстрата на кислород. Данные работы послужили стимулом к развитию хемиосмотической теории Питера Митчелла.
Помимо научных исследований широкую известность Ленинджеру принес учебник «Биохимия» (англ. Biochemistry), первое издание, которого вышло в 1970-м году; затем учебник неоднократно переиздавался, был переведен на многие языки (в том числе на русский). После смерти Ленинджера, группа авторов продолжает издание современного учебника под названием «Основы биохимии Ленинджера» (англ. Lehninger Principles of Biochemistry). Также Ленинджер автор классических монографий «Митохондрии» (англ. The Mitochondria, 1964) и «Биоэнергетика» (англ. Bioenergetics, 1965).
Альберт Ленинджер состоял во многих научных обществах, в частности был членом Национальной академии наук США (1956) и президентом Общества биохимиков и молекулярных биологов США.